# Berg (Austria)
Berg è un comune austriaco di 867 abitanti nel distretto di Bruck an der Leitha, in Bassa Austria. Tra il 1972 e il 1996 è stato unito a Wolfsthal nel comune, poi soppresso, di Wolfsthal-Berg.